# Гранђара (Месина)
Гранђара је насеље у Италији у округу Месина, региону Сицилија.
Према процени из 2011. у насељу је живело 216 становника. Насеље се налази на надморској висини од 112 м.